# Alfonso Maierù
Alfonso Maierù (Paludi, 1º aprile 1939 – Roma, 2 settembre 2011) è stato uno storico della filosofia italiano.

## Biografia
Laureatosi in filosofia presso l'università di Roma "La Sapienza" nel 1963, è stato professore di storia della filosofia medievale, presso la facoltà di magistero dell'Università di Lecce (1970-1977), prima professore incaricato e poi professore ordinario e quindi presso la facoltà di lettere e filosofia (poi facoltà di filosofia) dell'Università di Roma "La Sapienza" (1977-2010 come professore ordinario e dal 2010 come professore emerito). Alla Sapienza è stato inoltre negli anni 1992-1995 direttore del dipartimento di studi filosofici ed epistemologici e negli anni 1997-2000 presidente del corso di laurea in filosofia.
Fra i pionieri degli studi contemporanei nel campo della storia della logica e della semantica medievali, tema a cui è dedicato il volume del 1972 Terminologia logica della tarda scolastica, ha approfondito in particolare le teorie medievali e tardo medievali del linguaggio mentale, e il rapporto fra logica e teologia trinitaria. Fra i suoi altri interessi di studio vanno ricordati i contributi dedicati alla filosofia nell'opera di Dante Alighieri, alla storia delle istituzioni scolastiche medievali, alla storia degli studi di filosofia medievale.
Socio fondatore della "Società italiana per lo studio del pensiero medievale" (S.I.S.P.M.), ne è stato il primo presidente negli anni 1990-1996. Dal 1977 è stato membro della commissione nazionale per il "Corpus Philosophorum Medii Aevi" dell'Unione accademica nazionale e dal 1977 al 1987 è stato membro del "Bureau de la société internationale pour l'étude de la philosophie médiévale" (SIEPM), di cui è stato inoltre vicepresidente dal 1982 al 1987 . Nel 1993 è stato nominato socio corrispondente della Royal Danish Academy of Sciences and Letters di Copenaghen, e dal 2008 è stato membro corrispondente dell'Académie internationale d'histoire des sciences - International Academy of the History of Science, di Parigi.
Alla fine degli anni settanta è stato tra i promotori, insieme a Jan Pinborg e L.M de Rijk, degli "European Symposia on Medieval Logic and Semantics", organizzati di volta in volta in una diversa università europea.
Nel 2006 è stato pubblicato in suo onore un volume dal titolo Ad Ingenii acuitionem. Studies in honour of Alfonso Maierù, a cura di S. Caroti, R. Imbach, Z. Kaluza, G. Stabile, L. Sturlese. Louvain-La-Neuve: FIDEM, che contiene contributi di numerosi studiosi italiani e stranieri, mentre del 2013 è la miscellanea Medioevo e filosofia. Per Alfonso Maierù, a cura di M. Lenzi, C. A. Musatti e L. Valente, Roma, Viella, che raccoglie studi di alcuni dei suoi allievi romani e contiene una bibliografia delle sue opere (Gli scritti di Alfonso Maierù, pp. 43-54).

## Opere principali
- Terminologia logica della tarda scolastica. Roma: Edizioni dell'Ateneo, 1972.
- Logic and Trinitarian Theology: De Modo Predicandi ac Sylogizandi in Divinis, in N. Kretzmann ed., Meaning and Inference in Medieval Philosophy. Dordrecht-Boston-London: Kluwer Academic Publishers, 1988, pp. 247–95.
- La linguistica medievale. Filosofia del linguaggio, in Storia della linguistica, ed. G.C. Lepschy, v. II. Bologna: Il Mulino 1990, pp. 101–168.
- La dialettica. In G. Cavallo, C. Leonardi, E. Menestò (eds.), Lo spazio letterario del medioevo. Il medioevo latino. I. La produzione del testo. vol. II, Roma: Salerno Editore, 1992. pp. 273–294.
- University Training in Medieval Europe. New York: Brill, 1993.
- Il linguaggio mentale tra logica e grammatica nel medioevo: il contesto di Ockham, in Società Filosofica Italiana, Momenti di storia della logica e di storia della filosofia. Atti del convegno Roma 9-11 novembre 1994. Roma: 1996, pp. 69–94.
- 'Signum' negli scritti filosofici e teologici fra XIII e XV secolo, in  'Signum'. IX Colloquio internazionale del Lessico Intellettuale Europeo. Roma 1999, pp. 119–141.
- Linguaggio mentale e sincategoremi nel secolo XIV, in P.J.J.M. Bakker éd., Chemins de la pensée médiévale. Etudes offertes à Zénon Kaluza. Turnhout: Brepols, 2002, pp. 3–25.
- Dante di fronte alla fisica e alla metafisica, in Le culture di Dante. Studi in onore di Robert Hollander. Firenze: Franco Casati, 2004, pp. 127–149.
- Logique aristotélicienne et théologie trinitaire au XIVe siècle, in What is “Theology”  in the Middle Ages? Religious Culture of Europe (11th-15th Centuries), as reflected in their Self-Understanding, ed. M. Olszewski. Münster: Aschendorff, 2007, pp. 329–350.
- (editor) Studi sul XIV secolo in memoria di Anneliese Maier, ed. A. Maierù e A. Paravicini Bagliani. Roma: Edizioni di storia e letteratura, 1981.
- (editor) English Logic in Italy in the 14th and 15th Centuries, ed. A. Maierù. Napoli: Bibliopolis, 1982.
- (editor) Gli studi di filosofia medievale tra Otto e Novecento. Contributo a un bilancio storiografico. ed. A. Maierù e Ruedi Imbach. Roma: Edizioni di Storia e letteratura, 1991.
- (editor) Medieval Theories on Assertive and Non-Assertive Language, ed. A. Maierù e L. Valente. Firenze: Leo S. Olschki Editore, 2004.